# 亞歷山大·哈扎諾夫
亞歷山大·列昂尼多维奇·哈扎諾夫（Aleksandr Leonidovich Khazanov，1979年5月4日—2001年6月）是俄裔美國數學家。他是一個數學神童，年少時已屢獲殊榮，但是他就讀博士時離奇失蹤，下落不明。

## 生平和成就
亞歷山大·哈扎諾夫的父親列昂尼德·哈扎諾夫是數學教授。亞歷山大·哈扎諾夫仍在俄羅斯聖彼得堡時，在一所為比他年長幾歲的學生而設的數學特別學校就讀，數學才能已經嶄露頭角。
哈扎諾夫一家因為受到反猶太威脅，在1992年6月以難民身份移民到美國紐約市布魯克林區。他們在1993年很偶然地認識了賓夕法尼亞州立大學數學教授列昂尼德·瓦塞斯坦，得到他協助發展亞歷山大·哈扎諾夫的才能。哈扎諾夫在名校史岱文森高中就讀時，展現出優異的數學天份，在1994年夏天通過了賓夕法尼亞州立大學數學博士生的資格考試，次年在第54屆西屋科學獎比賽中，在瓦塞斯坦指導下寫了一篇關於費馬大定理的變體的論文，入圍決賽並最終獲得第7名。
他中學時期最令人矚目的成就，是代表美國參加1994年在香港舉行的國際數學奧林匹克取得了滿分。他是該隊中最年輕的選手，也是歷屆比賽中最年輕的滿分選手之一。（同隊六人因為全部滿分而被稱為「夢之隊」，是歷來唯一一隊能全取滿分。隊員中包括後來成為哈佛大學著名數學家的雅各·盧里。）1995年他再次入選美國隊，在國際奧數中得到銀牌，在隊中排第二。
哈扎諾夫高中畢業後，瓦塞斯坦向大學游說，得以破例直接取錄他到賓夕法尼亞州立大學攻讀數學博士。

## 失蹤
他正就讀數學博士時，由於要解決個人問題而休學一個學期，卻在休學期間出事，於2001年6月10日離家後失蹤。他患有抑鬱症，當時正服食抗抑鬱藥，但他離家時並無攜帶藥物。他在廚房的桌上遺下以俄文寫的字條「我去圖書館」。他的父親稱他的爬山單車也不見蹤影，但未發現有失去其他物品。他的父母在他離家當晚沒有見到他回家，於是報警，對警察說覺得他有自殺傾向。

## 外部連結
- 亞歷山大·哈扎諾夫 在国际奥林匹克数学竞赛中的成绩